# حساب الموارد البشرية
حساب الموارد البشرية هو عملية تمييز الاستثمارات في الموارد البشرية لمنظمة لم تُحسب مواردها بالطرائق المألوفة، وتقرير هذه الاستثمارات. وهو امتداد لمبادئ المحاسبة النظامية. قد يساعد قياس قيمة الموارد البشرية المنظمات في توثيق أصولها على نحو دقيق.

## الأهداف
أُسست عملية حساب الموارد البشرية لتحقيق مجموعة من الأهداف في المنظمة، منها:
1. تجهيز معلومات الربح والتكلفة من أجل اتخاذ قرارات إدارية صحيحة فعالة في طلب الموارد البشرية وتعيينها وتطويرها والحفاظ عليها بهدف إنجاز أهداف المنظمة المناسبة اقتصاديًا.
2. مراقبة استخدام الإدارة للموارد البشرية.
3. امتلاك تحليل للأصول البشرية، أي: من ناحية أن هذه الأصول مَصونة أو مستنزفة أو مقدرة.
4. دعم تطور مبادئ الإدارة واتخاذ القرار المستقبلي السليم، وذلك بتحديد العواقب المالية لعدة ممارسات.

## الأساليب
طُورت أساليب حساب الموارد البشرية للمرة الأولى عام 1691. طُور المبدأ اللاحق بين عامي 1691-1960، أما المرحلة الثالثة فكانت في فترة ما بعد 1960.
لحساب الموارد البشرية أسلوبان. في أسلوب التكلفة، المُسمى أيضًا «أسلوب حساب تكلفة الموارد البشرية»، نموذجان: نموذج اكتساب التكلفة، ونموذج تكلفة الاستبدال. في أسلوب القيمة طريقةُ القيمة الحالية للأرباح المستقبلية، ونموذج الأجور المخفضة المستقبلية، ونموذج المزايدة التنافسية.
صنعت شركة لاكشمينارايانان رامانوجام في تشيناي نموذجًا بسيط الاستخدام سهل الإقرار فريدًا اسمُه «غيف غِت» (أعطِ خُذْ) لتقييم الموارد البشرية وحسابها، بعد اعتبارِ الإيجابيات والسلبيات لنماذج متنوعة.

### أسلوب التكلفة
يُسمى هذا الأسلوب أيضًا نموذج اكتساب التكلفة. يقيس هذا الأسلوب استثمار المنظمة في الموظفين باستعمال خمسة معايير: التوظيف والاكتساب، والتدريب الرسمي والتأليف، والتدريب غير الرسمي والتأليف غير الرسمي، والخبرة والتطور. يقترح هذا النموذج أن تُرسْمَل التكلفة في الميزانية بدلًا من شحنها في بيان المحاسبة المبني على الربح والخسارة. تعني الرسملة هنا اعتبار المواد التي يمكن صرفها أصولًا.
في إدارة الموارد البشرية، من الضروري استهلاك المقدار المُرسمَل في فترة زمنية. هنا نأخذ عمر الموظف وقت توظيفه وعمره عند التقاعد. نتيجة لهذا، فإن قلة من الموظفين يمكن أن يتركوا المنظمة قبل التقاعد. هذه الطريقة هي الطريقة الوحيدة في حساب الموارد البشرية التي يظهر أنها مبنية على مبادئ المحاسبة وسياساتها.

#### عيوب
- ينبني أسلوب التقييم على أساس افتراض خاطئ هو أن سعر الدولار مستقر.
- لا يمكن فحص قيمة هذه الأصول موضوعيًا، إذ لا يمكن بيعها.
- تقيس هذه الطريقة للمنظمة التكاليف فقط، فتتجاهل تمامًا أي قياس لقيمة الموظف للمنظمة.
- من المضني للغاية جمع المعلومات المتعلقة بالنظر إلى القيم الإنسانية.
- قد يكون الموظف مُدربًا تمامًا، فلا يحتاج عندئذ إلى تحمل تكاليف التنمية أو التدريب أو التوظيف. سيصعب على الشركة حساب إجمالي المستحقات وفقًا لنموذج الاكتساب.
- لا يمكن أن يطبقها برنامج حاسوبي فيقلل التكلفة الكلية للموارد البشرية باستخدام برنامج متكامل يكمِل عمل الموظفين.

### أسلوب تكلفة الاستبدال
يقيس هذا الأسلوب تكلفة استبدال موظف. ذكر ليكرت (1985) أن تكلفة الاستبدال تشمل التوظيف والاختيار والتعويض والتدريب (يشمل هذا التعويض عن ضائع الدخل في فترة التدريب). قد تفيد المعطيات التي يعطيها هذا النموذج في اتخاذ قرار فصل الموظفين أو استبدالهم.

#### عيوب
- استبدال طريقة التكلفة التاريخية بطريقة تكلفة الاستبدال تُحدّث تقييم الموظفين، على أنها تتطلب قدرًا أكبر جدًا من الذاتية (الإنسانية) في القياس. قد تقود هذه الطريقة أيضًا إلى تقدير منحاز إلى أعلى لأن الشركة غير الناجحة قد تتحمل مصاريف أكبر لاستبدال موظف. (كاسكيو 3-4).

### القيمة الحالية للأرباح المستقبلية
اقترح ليف وسكوارتز (1971) تقييمًا اقتصاديًا للموظفين مبنيًا على القيمة الحالية للأرباح المستقبلية مقيسة إلى احتمال موت أحد الموظفين أو تقاعده أو انفصاله. يساعد هذا النموذج في تحديد قيمة المشاركة المستقبلية للموظف اليوم.

#### عيوب
- القياس قياسٌ موضوعي، لأنه يستعمل إحصائيات واسعة عن دخل السكان وجداول معدلات الموت.
- يميل القياس إلى اعتبار المتوسطات أكثر من اعتبار قيمة أي مجموعة محددة أو فرد.

### قيمة الموظف للمنظمة
اقترح هيكميان وجونس (1967) أن المنظمة عندما يكون فيها عدة أقسام تطلب الموظف نفسه، فإن الموظف يجب أن يعين عند أعلى مُزايِد، وأن قيمة المزايدة تُعطى لقاعدة استثمار ذلك القسم. فعلى سبيل المثال، تتحدد قيمة الرياضي المحترف غالبًا بمقدار المال الذي يريد أن يدفعه له فريقٌ ما في سوق مفتوحة تنافسية.

#### عيوب
- تعتمد صحة التقييم كليا على المعلومات والحكم ونزاهة المزايِد.

### نموذج المصروف
ذكر مرفيس وماك (1976) أن هذا النموذج يركز على ربط تقديرات الدولار بالمخرجات السلوكية التي ينتجها العمل في منظمة.  تُقاس معايير الغياب والمبيعات الإجمالية والأداء في العمل باستخدام الأدوات التنظيمية المعتادة، ثم تقدر تكلفة كل معيار. فعلى سبيل المثال، في حساب تكاليف مبيعات العمل، تُربَط أسعار الدولار بتكاليف الانفصال والاستبدال والتدريب.

### نموذج عن حساب الموارد البشرية
يميز هذا النموذج في حساب الموارد البشرية بين فئتين من الموظفين:
- الموظفون في المناصب الإستراتيجية وأصحاب القرار، كالمدير التنفيذي والدكتور.
- الموظفون الذين ينفذون القرارات التي اتخذها التنفيذيون الكبار (نائب الرئيس والمديرون).
- يقيم هذا النموذج الموارد البشرية بمجموع هذه الأجزاء الثلاثة:

1. جزء تكلفة رأس المال الحقيقي
2. القيمة الحالية للأسعار المستقبلية/مدفوعات الأجور
3. جزء تقييم الأداء

### عيوب
- عملية الحساب طويلة ومتعبة.
- تُستخدم مبادئ تقييم ليف وسكوارتز في العملية، لذا يحوي هذا النموذج عيوبًا من نموذج ليف وسكوارتز.

عيوب أخرى:
1. كتبت رافندرا تيواري عن أسلوب آخر لتقييم الموارد البشرية في وقت تمرين التقييم السنوي، تقترح فيه تقييم الموارد البشرية على معايير تقييمية مختلفة.

## عيوب
حساب الموارد البشرية هو طرق الحساب ونظمه وتقنياته التي تُشفَع بالمعرفة والقدرة المتخصصة لتساعد في إدارة الموظفين وتقييمهم من ناحية معرفتهم وقدرتهم وتحفزهم، ويكون في المنظمة نفسها أو من منظمة إلى أخرى. يعني ذلك أن بعض الموظفين قد يصبحون عبئًا بدلًا من أن يكونوا موردًا بشريًا. يسهّل حساب الموارد البشرية اتخاذ القرار في شأن الموظفين، من جهة أن يُبقى على خدماته أو يُستغنى عنها أو يُدفَع إلى تدريب مكثف. تجعل معيقاتٌ كثيرة الإدارة ممانعةً لتقديم حساب الموارد البشرية. من هذه الأسباب:
1. ألا توجد عملية واضحة محددة أو خطوط عريضة لحساب التكاليف وقيمة الموارد البشرية للمنظمة. كل الأنظمة المُستَخدمة فيها عيوب أكيدة.
2. فترة وجود الموارد البشرية غير محددة، ومن ثَم فإن تقييمهم في ظل هذا الظن في المستقبل يبدو غير واقعي.
3. لم يوجد بعدُ دليل تجريبي لدعم نظرية أن حساب الموارد البشرية باعتباره طريقة للإدارة يسهل إدارة الموارد البشرية على نحو أفضل وأكثر فعالية.
4. ولما كانت الموارد البشرية لا تُملَك ولا تُحجَز ولا تُستخدَم، خلافًا للموارد الفيزيائية، فإن معاملتها كالموارد الفيزيائية -بالمعنى الحرفي- مشكلة.
5. يُخشى من النقابات العمالية أن تعترض على تقييم الموظفين، من جهة أن طلبهم للمكافآت والتعويضات سيُبنى على هذه التقييمات.
6. على الرغم من أهمية الموارد البشرية وضرورتها، فإن قوانين الضرائب لا تعد الموارد البشرية ممتلكات أو أصولًا.
7. ما من طريقة متفق عليها عالميًا لتقييم الموارد البشرية.